# Thielbek (schip, 1940)

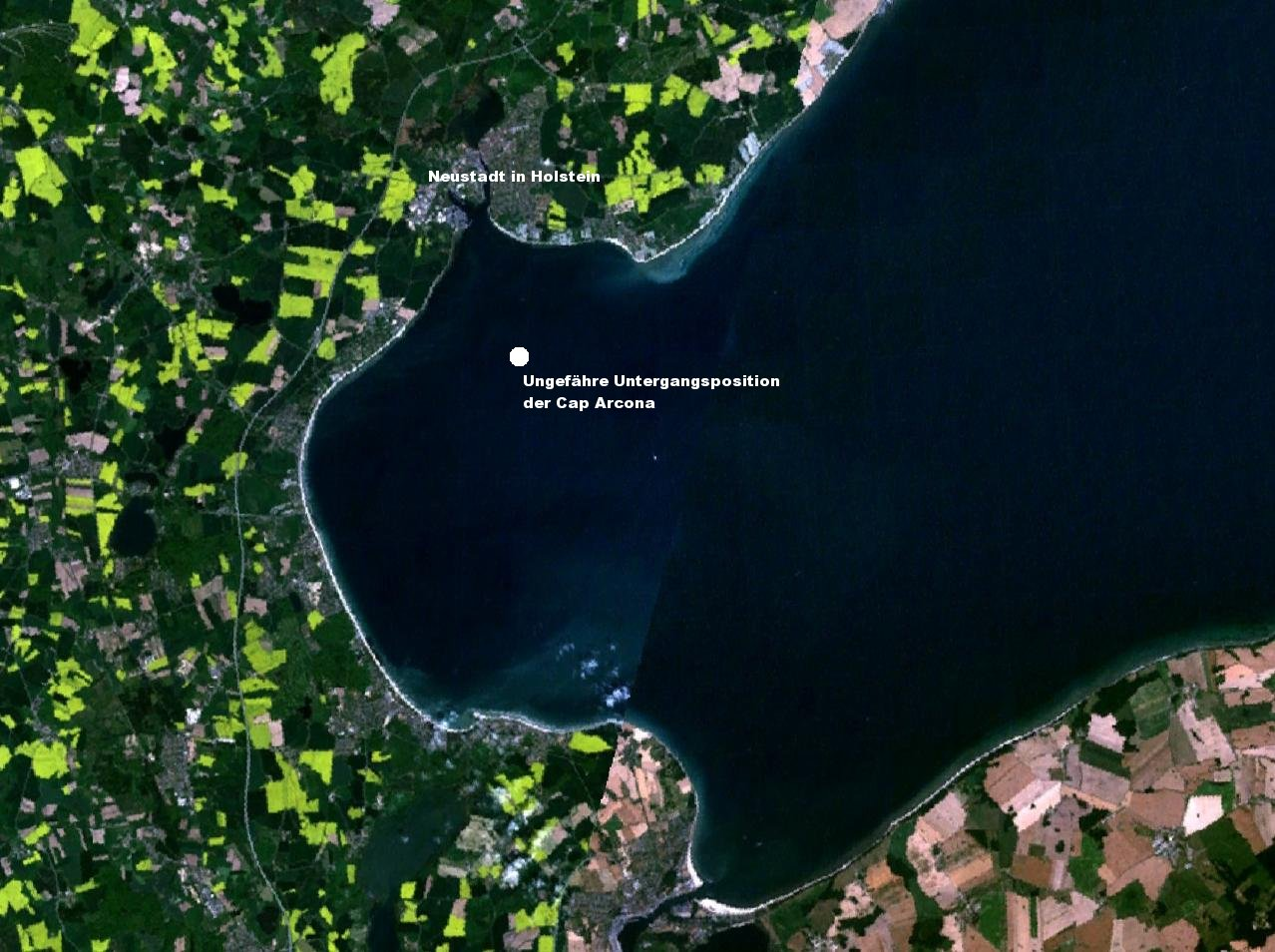
De Lübecker Bocht bij Neustadt in Holstein. De stip geeft ongeveer de plaats aan waar de Cap Arcona is gezonken; vlak bij deze locatie zonk ook de Thielbek

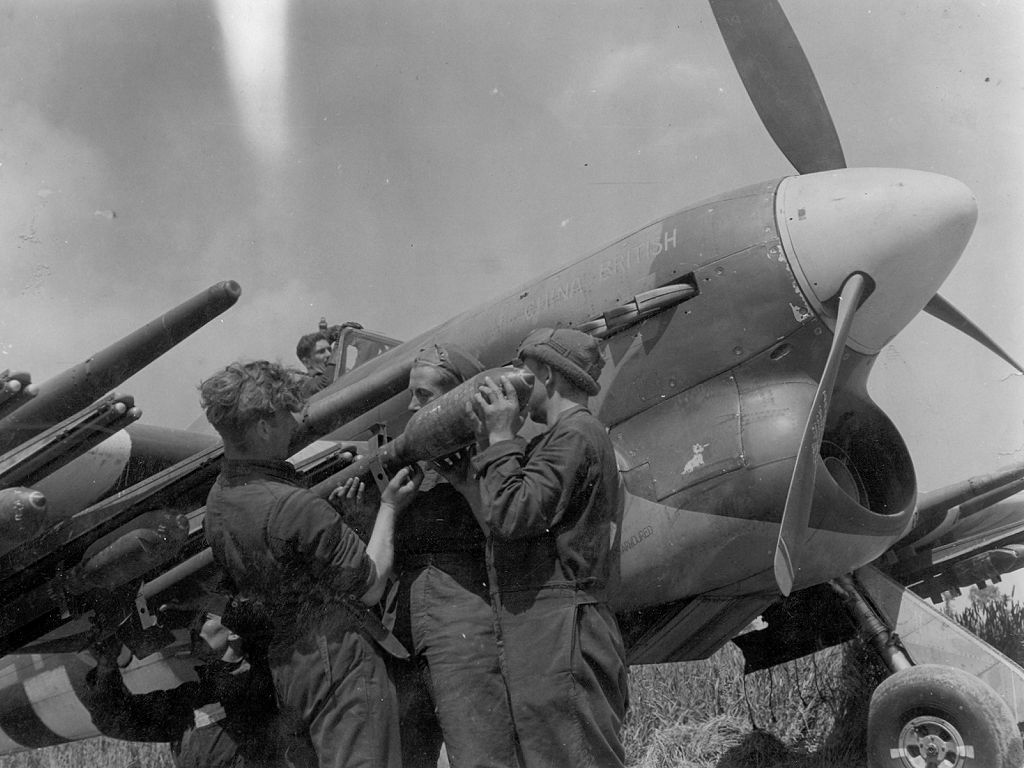
Een Hawker Typhoon tijdens het herladen

De SS Thielbek was een Duits vrachtschip van 2815 BRT. Het schip werd tijdens de Tweede Wereldoorlog op 3 mei 1945 in de Lübecker Bocht door Britse vliegtuigen gebombardeerd waarbij 2750 concentratiekampgevangenen omkwamen.
De Thielbek was in 1944 op de Elbe tijdens een luchtaanval beschadigd geraakt, en werd gerepareerd op de scheepswerf van de Lübecker Maschinenbau Gesellschaft. Hoewel de reparaties nog niet waren voltooid, liet Gauleiter Karl Kaufmann het schip in april 1945 naar de haven van Lübeck varen. Kapitein John Jacobsen van de Thielbek en kapitein Bertram van de Cap Arcona kregen op 18 april van de SS te horen dat ze concentratiekampgevangenen aan boord moest nemen. Ze weigerden beiden en werden uit hun commando ontheven.
Vanaf 20 april werden concentratiekampgevangenen uit Neuengamme aan boord gebracht. Omdat er onvoldoende drinkwater aan boord was stierven 20 à 30 gevangenen per dag. Aan de Thielbek waren drie binnenvaartschepen vastgebonden met ieder circa duizend gevangenen uit Stutthof aan boord. Een van deze schepen maakte zich later weer los. Op 2 mei 1945 werd de Thielbek de haven uitgesleept; het schip was niet in staat op eigen kracht te varen. De Thielbek ankerde in de buurt van de Cap Arcona. Hoewel Kaufmann later voor een oorlogstribunaal verklaarde dat het de bedoeling was geweest de gevangenen naar Zweden te brengen, staat het vrijwel vast dat ze zouden worden vermoord door de schepen tot zinken te brengen. 's Nachts werden de beide binnenvaartschepen losgemaakt van de Thielbek. Deze voeren weer naar de kust.
Op 3 mei werd de Cap Arcona ondanks waarschuwingen van het Zweedse Rode Kruis aangevallen door negen Britse Hawker Typhoon-vliegtuigen van het 198e RAF squadron dat gestationeerd was te Plantlünne. Tussen twee aanvallen door voerden vijf vliegtuigen een aanval met raketten uit op de Deutschland. De overige vier vuurden granaten en raketten af op de Thielbek die witte vlaggen voerde. Het schip vloog in brand, maakte slagzij naar stuurboord en zonk 20 minuten na de aanval. De overlevenden werden in zee door de Britten gemitrailleerd. Van de 2800 gevangenen aan boord van de Thielbek overleefden 50 de aanval. De bemanningsleden en de SS'ers aan boord kwamen om.
Ook de Cap Arcona en de Deutschland werden door de Britten tot zinken gebracht; alleen de Athen kon terugkeren, maar werd ook beschoten. Veel doden spoelden aan land bij Kellenhusen; overlevenden werden aan de kust door de SS gemitrailleerd.
De Thielbek werd in 1949 geborgen, waarbij nog stoffelijke resten van 49 gevangenen werden gevonden. Deze resten werden bijgezet op een begraafplaats in Lübeck. Het werd weer in de vaart gebracht onder de naam Reinbek. In 1961 werd het schip verkocht door rederij Knöhr & Burchard. Het werd omgedoopt in Magdalene en later in Old Warrior en voer onder Panamese vlag. In 1974 werd het schip in Split gesloopt.
De reden van de aanval is nooit opgehelderd; de Britse regering houdt de archiefstukken over de zaak gesloten tot 2045.